# Gauldals prosteri

Prosterier i Nidaros stift. Det orangea området på kartan är Gauldals prosteri.

Gauldals prosteri (norska: Gauldal prosti) är ett kontrakt (prosteri, norska: prosti) i Nidaros stift inom Norska kyrkan. Kontraktet omfattar kommunerna Holtålen, Melhus, Midtre Gauldal, Oppdal, Rennebu och Røros i Trøndelag fylke i mellersta Norge.

## Socknar
Gauldals prosteri består av 20 socknar (norska: sokn eller sogn) inom sex kyrkliga samfälligheter (norska: kirkelige fellesråd), motsvarande kommunerna:

### Holtålens kyrkliga samfällighet
- Haltdalens socken
- Hessdalens socken
- Ålens socken

### Melhus kyrkliga samfällighet
- Flå socken
- Horgs socken
- Hølonda socken
- Melhus socken

### Oppdals kyrkliga samfällighet
- Lønsets socken
- Oppdals socken

### Rennebu kyrkliga samfällighet
- Berkåks socken
- Innsets socken
- Rennebu socken

### Røros kyrkliga samfällighet
- Brekkens socken
- Glåmos socken
- Hitterdals socken
- Røros socken

### Størens kyrkliga samfällighet
- Budals socken
- Singsås socken
- Soknedals socken
- Størens socken